# Lucidio Ceci
Lucidio Ceci (Monte Vidon Corrado, 21 febbraio 1927 – Bangladesh, 27 febbraio 2014) è stato un missionario e scrittore italiano. Dedicò tutta la sua vita all' istruzione dei bambini poveri del Bangladesh e alla formazione di maestri elementari. Esperto conoscitore della lingua e della letteratura bengalese, tradusse in tale lingua le scritture sacre, scrisse racconti per bambini.

## Biografia
La sua famiglia si trasferì a Montegiorgio subito dopo la sua nascita. Dopo aver frequentato la scuola elementare, entra in seminario a Fermo. A 20 anni decide di diventare missionario ed aderisce ai Padri saveriani. A 25 anni, nel 1952, viene ordinato presbitero. Si laurea in Teologia e Pedagogia all' Università Cattolica di Milano e fino al 1958 insegna in diverse scuole italiane. Nel 1958
o nel 1959  parte come missionario in Pakistan, divenuto nel 1971, dopo l'indipendenza, Bangladesh. Vive in una comunità di missionari. Lì impara a parlare la lingua locale. Diventa un esperto di lingua e letteratura bengalese. In quanto tale, è quindi chiamato come formatore di maestri per le scuole elementari gestite da missionari o da ONG europee. Traduce in questa lingua un'antologia biblica. Si occupa quindi più di formazione scolastica che di pastorale vera e propria. Vive povero tra i poveri. In questo periodo, la sua attività è nel centro-nord e nell'ovest del Paese. Nel 1978 lascia l'ordine religioso: nel contesto multireligioso a prevalenza musulmana, volle promuovere i valori più profondi del cristianesimo con i fatti senza etichettarli come tali. Conosce una volontaria francese, Daniel Moulin e si sposa con lei. Come afferma sua moglie, «egli smise di dedicarsi alle attività pastorali di parrocchia ... e molto prima di incontrarmi egli aveva deciso che si sarebbe sposato»
. Hanno una figlia, Nila ( Topazio). Poi si trasferiscono in Francia dove nasce il secondo figlio, Bruno, nel 1982. Qui Lucidio Ceci fa diversi lavori, studia e si aggiorna sulla formazione scolastica. Nel 1993, in accordo con la sua famiglia, ritorna da solo a fare volontariato in Bangladesh. Ma questa volta si stabilisce nel distretto di Bandarban, situato nella divisione di Chittagong, nella zona montagnosa del sud-est, a ridosso del Myanmar. È una zona militarizzata per la presenza dei rifugiati dalla Birmania, i Rohingya, e gli stranieri sono visti con sospetto. Va lì perché ci sono popolazioni tribali che neanche parlano il bengalese ma solo dialetti locali. Essi, con l'incremento demografico dei bengalesi che occupano sempre più le loro terre, si trovano ad essere gli ultimi degli ultimi. Visto che non ha più la protezione derivante dall'apparteneza ad un ordine religioso, chiede ed ottiene la cittadinanza bengalese. Fonda l'associazione interreligiosa SHUTKARA. Muore il 27 febbraio 2014 nell'aula scolastica che era la sua casa. È stato sepolto accanto alla chiesa cattolica di Bandarban con funerale religioso.  Ha scritto 500 novelle per bambini in bengalese.

## Associazione Shutkara
Stella del mattino, in lingua locale Shutkara è un'associazione interreligiosa fondata da Lucidio Ceci e da alcuni insegnanti della scuola superiore di Lima, il Matamuhuri College, nel 1999.  Essi reclutano, tra i migliori diplomati, giovani maestri che decidano di dedicare alcuni anni ad insegnare nella zona montagnosa come volontari rimborsati, con un terzo dello stipendio dei maestri governativi. Una qualità molto importante, secondo Lucidio Ceci, che devono avere è la capacità di raccontare storie per far si che i bambini vadano a scuola volentieri. Dopo un breve ma intenso periodo di formazione, e previo accordo con le autorità scolastiche regionali, essi vengono mandati a risiedere e ad insegnare nei villaggi. Questi maestri non sono a carico dello Stato perché pagati dall'associazione ossia dagli amici europei del missionario. Grazie ad essi, una classe di 80-100 bambini può essere divisa in due classi. Il maestro dell'associazione ha anche il compito di andare a parlare con i genitori, sui diritti dei loro figli, sui doveri degli insegnanti governativi, per fare in modo che i genitori vigilino sull'operato dei maestri governativi, pretendano che siano presenti, che facciano bene il loro lavoro, ed eventualmente che come genitori siano disposti a contribuire per pagare maestri in più. Raggiunto questo obiettivo, Shutkara lascia il villaggio dove ormai la scuola è stata risanata, e sposta e suoi maestri altrove.
L'associazione francese Terres des hommes e l'associazione fermana ALOE onlus continuano di comune accordo ad appoggiare questa associazione di maestri bengalesi.
Nel 1º semestre 2017, l'associazione lavorava su 68 scuole governative con 71 maestri.
C'è un comitato esecutivo. Il monitoraggio delle attività del progetto è portato avanti da 4 supervisori sotto la direzione di Mr Mohammed Hosseini (sempre nel 2017). Ogni supervisore fa settimanalmente il resoconto delle attività al comitato esecutivo.
L'associazione Shutkara è stata chiusa nel 2018 in quanto, affermano i dirigenti, le autorità governative hanno preso in carico le scuole con successo.
L'associazione fermana ALOE, da gennaio 2020, continua ancora ad appoggiare un piccolo progetto scolastico nel villaggio di Sangli Mro, il Sangli Mro para school project, sempre nella regione di Lama. Questo progetto fu fondato a suo tempo da Lucidio Ceci ed ora è sotto la supervisione di un suo amico personale, il missionario padre Pier Luigi Lupi.

## Opere
Come prete, egli ha subito deplorato leggere durante la messa dei testi in un bengalese troppo letterario che i cristiani dei villaggi non comprendevano. Allora egli ha scritto una storia di Gesù, una compilazione dei quattro vangeli in lingua popolare. Questo libro è stato utilizzato nelle parrocchie. Ha scritto in bengalese centinaia di storie tratte dalle parabole del Vangelo, da altri discorsi di Gesù, dal mondo culturale bengalese ma anche dalla letteratura europea. Buona parte dei racconti, poi, sono tratti dal vero e cioè sono fatti accaduti. Ha scritto all' incirca una ventina di libri di racconti in lingua bengalese, sempre destinati alle scuole elementari promuovendo piccole biblioteche scolastiche. Ha realizzato racconti su schede, invece che in libri per permettere una diffusione più capillare.
Scrisse lettere, o meglio e mail ai suoi amici e familiari a Fermo e a Montegiorgio, ai parroci, amministratori locali per spiegare la sua attività tra le popolazioni tribali del sud del Bangladesh. Queste lettere, che vanno dal 2000 all'anno della morte, sono state raccolte in libri: Lettere a casa e Il vangelo secondo Lucidio. Nel 2020, una parte dei suoi racconti è stata tradotta in italiano da Antonio Germano, padre saveriano, ed editi in due volumi dal titolo Il pozzo del coniglio. 
- Lettere a casa,  Michela Vita (a cura di), in Quaderni montegiorgesi n. 19, Comitato di redazione dei Quaderni montegiorgesi, 2017.
- 1: Il pozzo del coniglio, Recanati, Giaconi, 2020, ISBN 9788894834567.
- 2: Il pozzo del coniglio, Recanati, Giaconi, 2020, ISBN 9788894834574.
- Il vangelo secondo Lucidio : storia di una rivoluzione scolastica sulle colline di Chittagong,  Franco Pignotti (a cura di), Fermo, Aloe, 2021.

## Riconoscimenti
Lunedì 5 ottobre 2015, l'Amministrazione comunale di Montegiorgio ha scoperto una targa nella scuola primaria del capoluogo frequentata come alunno anche dal missionario. Essa da allora di intitola " Scuola Primaria Lucidio Ceci".
Domenica 15 ottobre 2017,l'Amministrazione comunale di Montegiorgio ha scoperto un busto in bronzo raffigurante l'immagine del missionario con lapide commemorativa installato nel loggiato in piazza Matteotti.
Il 27 febbraio 2019, quinto anniversario della morte, i maestri di Shutkara hanno organizzato un convegno in sua memoria. Erano presenti autorità governative locali, scolastiche, religiose. Poi, nell'aula dove viveva, è stata collocata una targa commemorativa.